# Sif Atladóttir
Sif Atladóttir, née le 15 juillet 1985 à Düsseldorf en Allemagne de l'Ouest, est une footballeuse internationale islandaise, qui joue au poste de arrière droit à l'UMF Selfoss.

## Biographie

### En club
Alors qu'elle avait débuté au poste d'attaquante, Atladóttir est reconvertie au poste d'arrière latéral.
Elle fait ses débuts au FH Hafnarfjörður, avant de rejoindre le FH Hafnarfjörður en 2004 puis de revenir au FH. En 2006, elle quitte à nouveau le club de ses débuts pour et s'engage en faveur du Þróttur Reykjavik. Après une saison, elle part au Valur Reykjavik, avec qui elle remporte le championnat en 2007, 2008 et 2009. Avec le Valur, elle participe aussi à la Ligue des champions pour la première fois, dans le cadre des seizièmes de finale perdus contre le Torres Calcio.
Au début de l'année 2010, Atladóttir s'envole pour l'Allemagne et le FC Sarrebruck. Après la relégation du club en deuxième division en 2011, elle rejoint le Kristianstads DFF.
Au sein du club suédois, elle atteint à deux reprises la finale de la Coupe de Suède en 2014 et 2019, sans toutefois remporter la compétition.
En mars 2020, elle annonce être enceinte pour la seconde fois, et manque ainsi l'édition 2020 du championnat de Suède. Elle fait son retour sur les terrains au mois d'avril 2021, un an et demi après son dernier match.
En octobre 2021, après dix saisons passées au Kristianstads DFF, Atladóttir annonce son retour en Islande, un pays qu'elle a quitté en 2009.

### En sélection
Atladóttir honore sa première sélection en équipe d'Islande le 7 mars 2007 face à l'Italie dans le cadre de l'Algarve Cup.
Avec la sélection islandaise, elle participe aux Championnats d'Europe de 2009, 2013 et 2017.
Le 24 janvier 2018, elle dispute son 70e match international, égalant le nombre de capes de son père, Atli Eðvaldsson, avec la sélection masculine.
En 2022, Atladóttir est sélectionnée pour participer à l'Euro disputé en Angleterre, et devient la seule joueuse de l'équipe, avec Sara Björk Gunnarsdóttir, à disputer une quatrième phase finale d'un Euro.

### Vie privée
Sif Atladóttir est la fille d'Atli Eðvaldsson (1957-2019), footballeur international islandais, devenu par la suite entraîneur et notamment sélectionneur de l'équipe d'Islande masculine. Sif naît en 1985 en Allemagne, où son père jouait au Fortuna Düsseldorf.
Le petit frère d'Atladóttir, Emil Atlason, est lui aussi footballeur professionnel. Sa petite sœur Sara fait également carrière dans le football.
Depuis 2007, elle est en couple avec Björn Sigurbjörnsson, avec qui elle s'est mariée en 2011 en Allemagne. Le couple a deux enfants : Sólveiga et Sigurbjörn Egil.

## Palmarès

### En club
Valur Reykjavik
- Championnat d'Islande (3) :
  - Championne : 2007, 2008 et 2009.

- Coupe d'Islande (1) :
  - Vainqueure : 2009.

- Coupe de la Ligue islandaise (1) :
  - Vainqueure : 2007.

- Supercoupe d'Islande (3) :
  - Vainqueure : 2007, 2008, 2009.

### Distinctions personnelles
- Membre de l'équipe type du championnat d'Islande en 2008